# Feuerwehrmuseum Basel

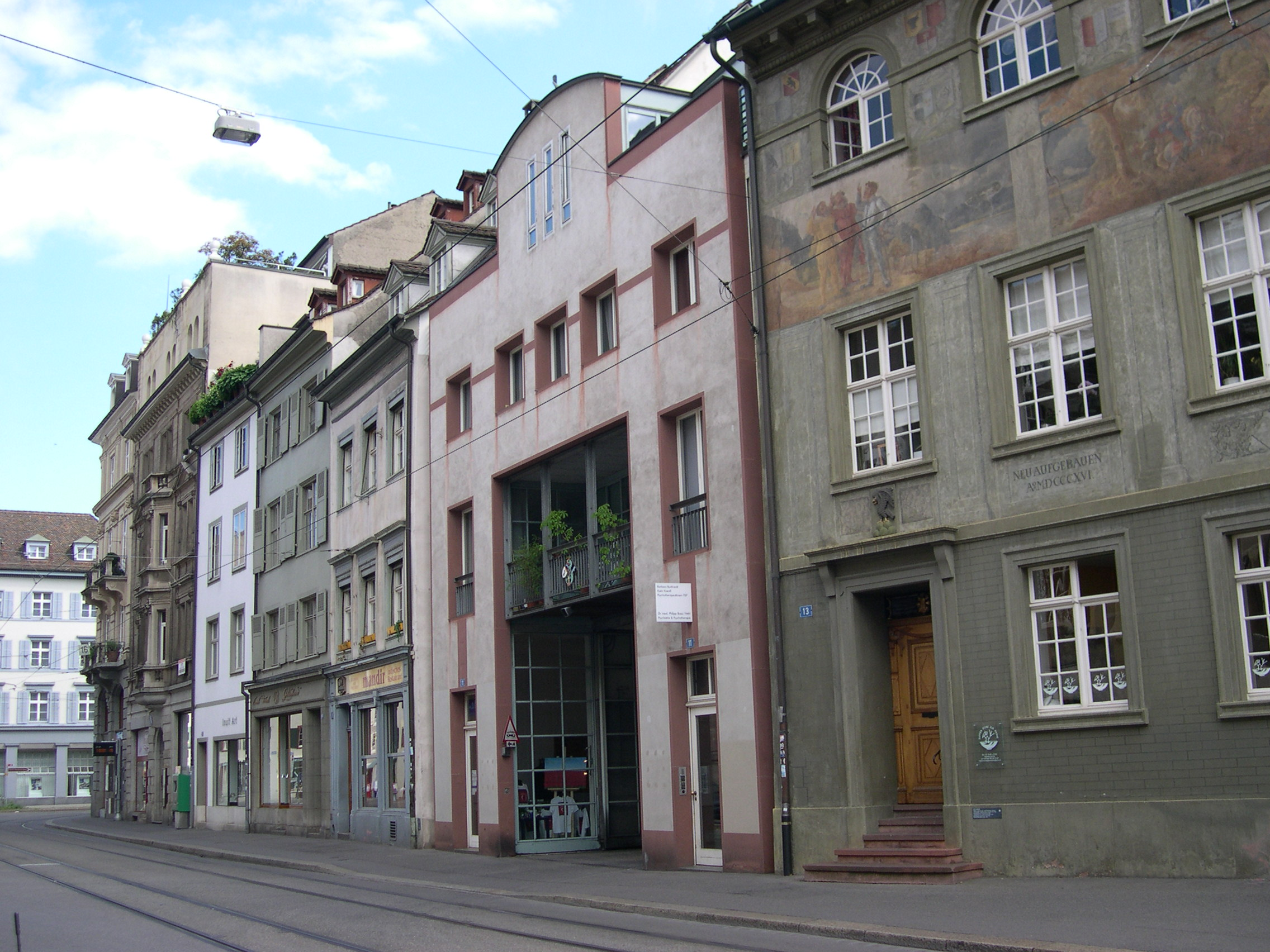
Toreingang des Museums

Das Feuerwehrmuseum Basel zeigt die Geschichte der Feuerbekämpfung. Die Exponate, zu denen auch Dauerleihgaben des Historischen Museums Basel gehören, gehen bis ins 13. Jahrhundert zurück. Schwerpunkt der Sammlung ist das Feuerwehrwesen im Kanton Basel-Stadt.
Das Museum wurde 1957 unter dem Namen «Basler Feuerwehrmuseum» gegründet und 1967 in «Schweizer Feuerwehrmuseum» umbenannt. Der Name wurde 2021 erneut geändert, da es mehr das einzige Museum der Schweiz zu diesem Thema ist.
Das Museum wird von der Basler Berufsfeuerwehr, der ältesten der Schweiz, in ihren «Lützelhof» genannten Räumlichkeiten unterhalten. Es gilt allerdings nicht als staatlicher Betrieb und wird auch in der kantonalen Verwaltung nicht als eigene Dienststelle geführt.